# (4407) Taihaku
(4407) Taihaku est un astéroïde de la ceinture principale.

## Description
(4407) Taihaku est un astéroïde de la ceinture principale. Il fut découvert le 13 octobre 1988 à Ayashi par Masahiro Koishikawa. Il présente une orbite caractérisée par un demi-grand axe de 2,71 UA, une excentricité de 0,06 et une inclinaison de 4,7° par rapport à l'écliptique.
Le nom de cet astéroïde est celui que les anciens astronomes japonais donnaient à la planète Vénus,. 

## Compléments